# Rafael Casasempere Candela
Rafael Casasempere Candela (Alcoy, 19 de abril de 1826-Alcoy, 24 de agosto de 1889) fue un fotógrafo, fabricante de papel y comerciante valenciano.

## Biografía
Está considerado como el primer fotógrafo que ejerció como tal en la ciudad de Alcoy junto con su socio Blas Vilaplana Andrés, de profesión grabador. Ejerció como fotógrafo probablemente a partir de 1862 o 1863. Tenían ambos un estudio fotográfico en la calle Sant Llorenç número 4, en Alcoy. No se anunciaban en la prensa de la época pues eran conocidos en Alcoy por el público en general.
Practicaba el retrato así como la tarjeta de visita en serie, ya fuese de personajes célebres como para sus clientes. Como mínimo desde el año 1871 ejerció la fotografía en solitario hasta su fallecimiento en su estudio fotográfico alcoyano, ya sin su socio el grabador Blas Vilaplana Andrés. De su trabajo como fotógrafo se conservan en la actualidad diversas fotografías en formato de tarjeta de visita con su sello.
Contrajo nupcias con Rita Llorens. En 1871 se le concede el arriendo del Teatro Público de Alcoy. Su hijo, Alfonso Casasempere Llorens editó una serie de tarjetas postales sobre Alcoy.